# Ebla

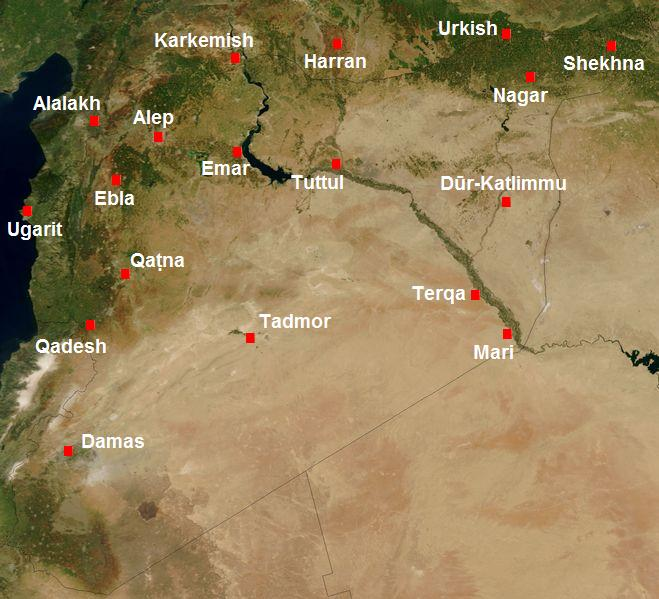
Mapa Sýrie v 2. tisíciletí př. n. l.

Ebla, dnešní Tell Mardích v Sýrii, byl městský stát v 2. pol. 3. tis. př. n. l.

## Poloha
Nachází se přibližně 60 km jihozápadně od syrského města Aleppo.

## Historie

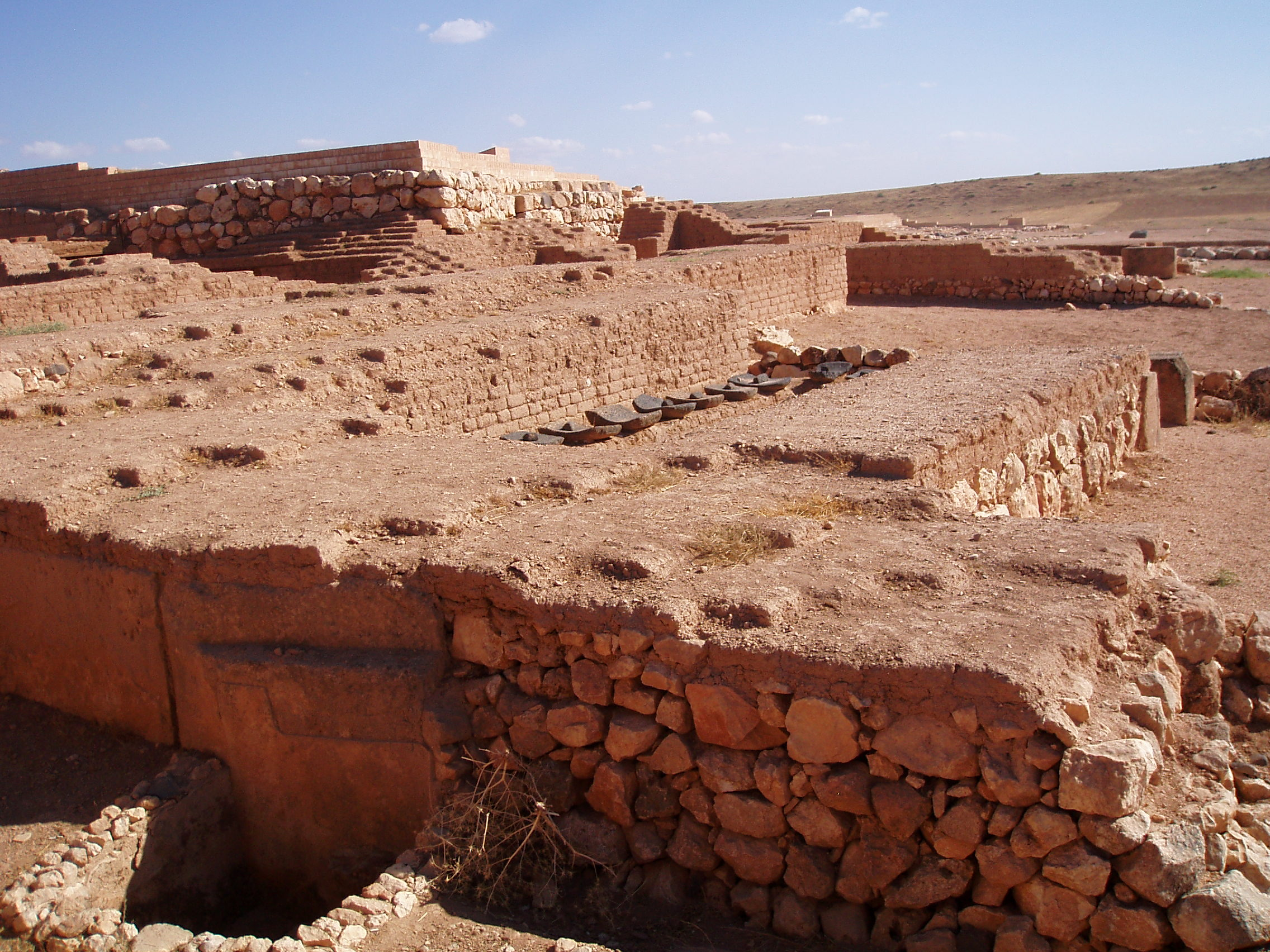
Zbytky obvodových zdí

Nejstarší osídlení z této oblasti jsou známa již z konce 4. tis. př. n. l. Hlavního rozmachu dosáhl tento stát ve dvou obdobích a to
okolo let 2750 až 2200 př. n. l. a později v letech 1800 až 1650 př. n. l. K zániku městského státu Ebla došlo okolo roku 1600 př. n. l.

## Význam
Město patrně sloužilo jako prostředník v obchodu mezi Mezopotámií, Levantou a Anatólií. Byly zde nalezeny rozsáhlé archívy textů psaných klínovým písmem v západosemitském jazyku. Tento obdivuhodný komplex přibližně 17 000 klínopisných tabulek objevila roku 1975 italská expedice.Panteon s hlavními božstvy El, Aštar a Hadad odpovídá taktéž západosemitskému vlivu.